# Kynoch
Kynoch is een historisch motorfietsmerk.
Kynoch Ltd., Birmingham (1903-1913).
Grote Engelse munitiefabriek, die ook motorfietsen bouwde blokken van MMC, Minerva en Fafnir en later 488- en 770 cc V-twins van JAP en Precision.
Kynoch werd opgenomen in het Nobel Dynamiet-concern en nog later in de ICI-groep. De bij deze groep geproduceerde Amac-carburateurs werden in de vroegere Kynoch-motorfietsenfabriek gemaakt.